# Północna grań Skrajnego Granatu

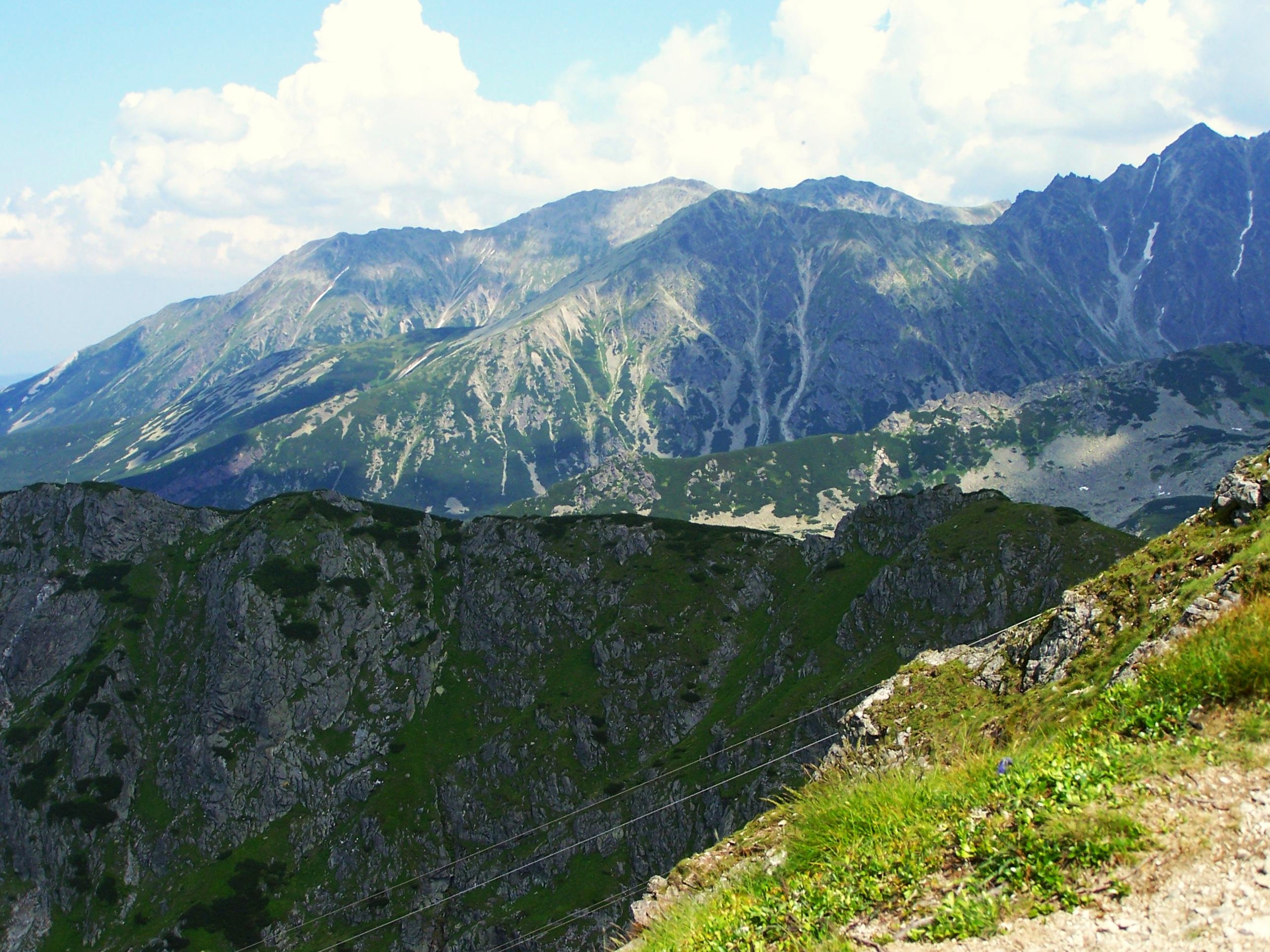
Widok z Kasprowego Wierchu na północną grań Skrajnego Granatu i Koszystą

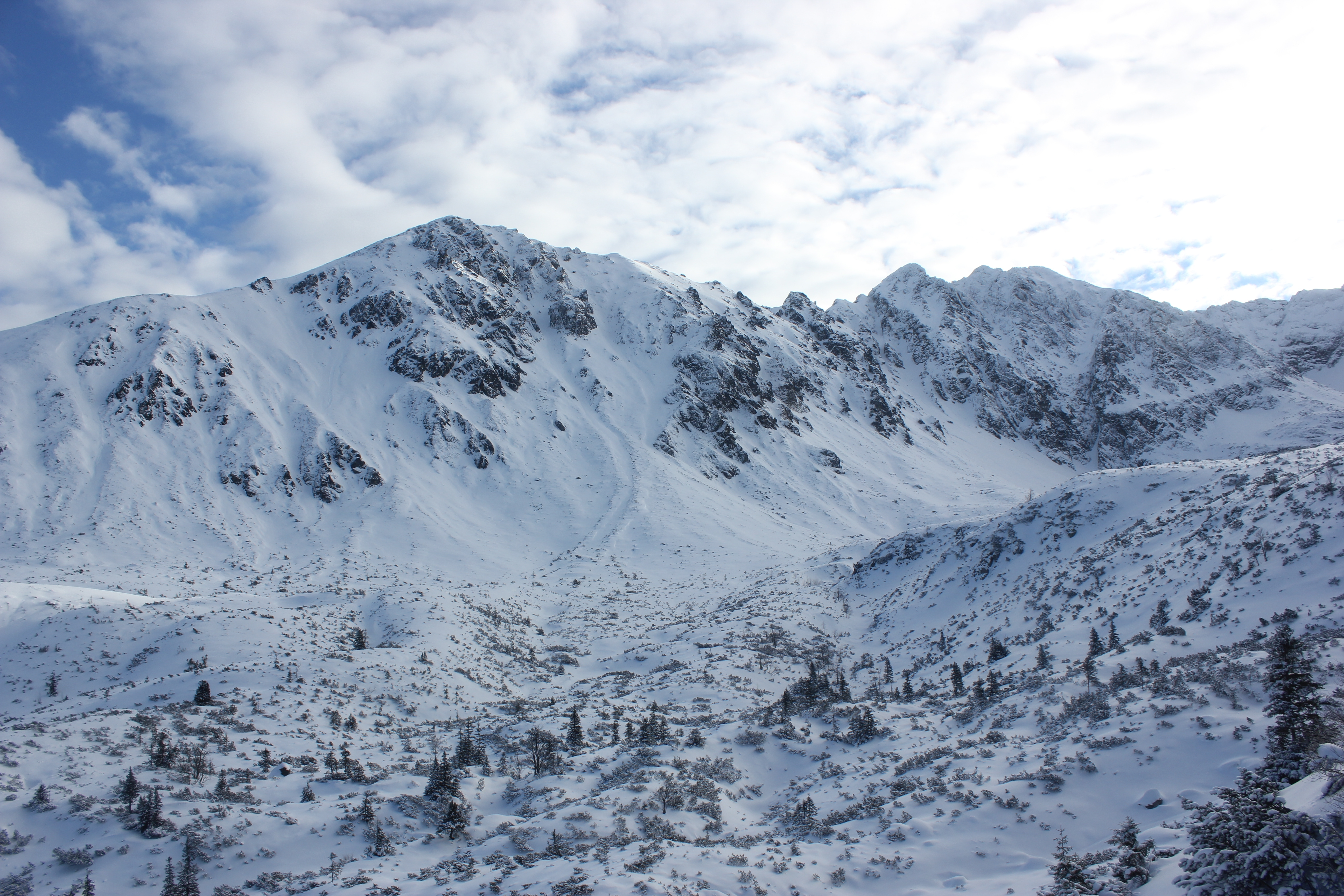
Widok od zachodu na Granaty i Żółtą Turnię

Północna grań Skrajnego Granatu – grań odbiegająca na północ od Skrajnego Granatu w polskich Tatrach Wysokich i stanowiąca boczne odgałęzienie wschodniej grani Świnicy. Oddziela Dolinę Suchej Wody (po zachodniej stronie) od doliny Pańszczycy (po wschodniej stronie):
W kolejności od południa na północ znajdują się w niej:
- Skrajny Granat (2225 m)
- Pańszczycka Przełączka Wyżnia (ok. 2145 m)
- Zadnia Pańszczycka Czuba (ok. 2150 m)
- Pańszczycka Przełączka Pośrednia (ok. 2130 m)
- Skrajna Pańszczycka Czuba (ok. 2140 m)
- Pańszczycka Przełęcz (2115 m)
- Wierch pod Fajki (2135 m)
  - Przełączka pod Fajki (ok. 2095 m)
  - Pańszczycka Turnia (ok. 2100 m)
- Żółta Przełęcz (2026 m)
- Żółta Turnia (2087 m)
  - grzbiet północno-zachodni
  - Zadni Upłaz
    - grań północno-zachodnia zakończona Skoruśniakiem
    - Łasicowe Siodło
    - grań północno-wschodnia z wierzchołkiem Łasicowej Czubki (Jasicowa Czubka, 1461 m)

Między Zadni Upłaz i Łopatę wcina się wielki Żółty Żleb (Pańszczycki Żleb).
Choć na żaden z obiektów tej grani z wyjątkiem Skrajnego Granatu nie prowadzą szlaki turystyczne, jej odcinek od tego szczytu po Żółtą Przełęcz jest dostępny dla taterników, jednak tylko od zachodniej strony.